# Phibalura
Phibalura Vieillot, 1816 è un genere di uccelli dall'assegnazione familiare piuttosto controversa, tanto che per qualche tempo è stato considerato come incertae sedis; attualmente, tuttavia, viene assegnato ai Cotingidi. È costituito unicamente da due specie. Hanno un piumaggio colorato, e una lunghezza compresa tra i 21 e i 22 cm. Abitano nelle foreste umide e nei boschi di altopiano e di montagna dell'America Meridionale centro-occidentale e centro-orientale.

## Distribuzione

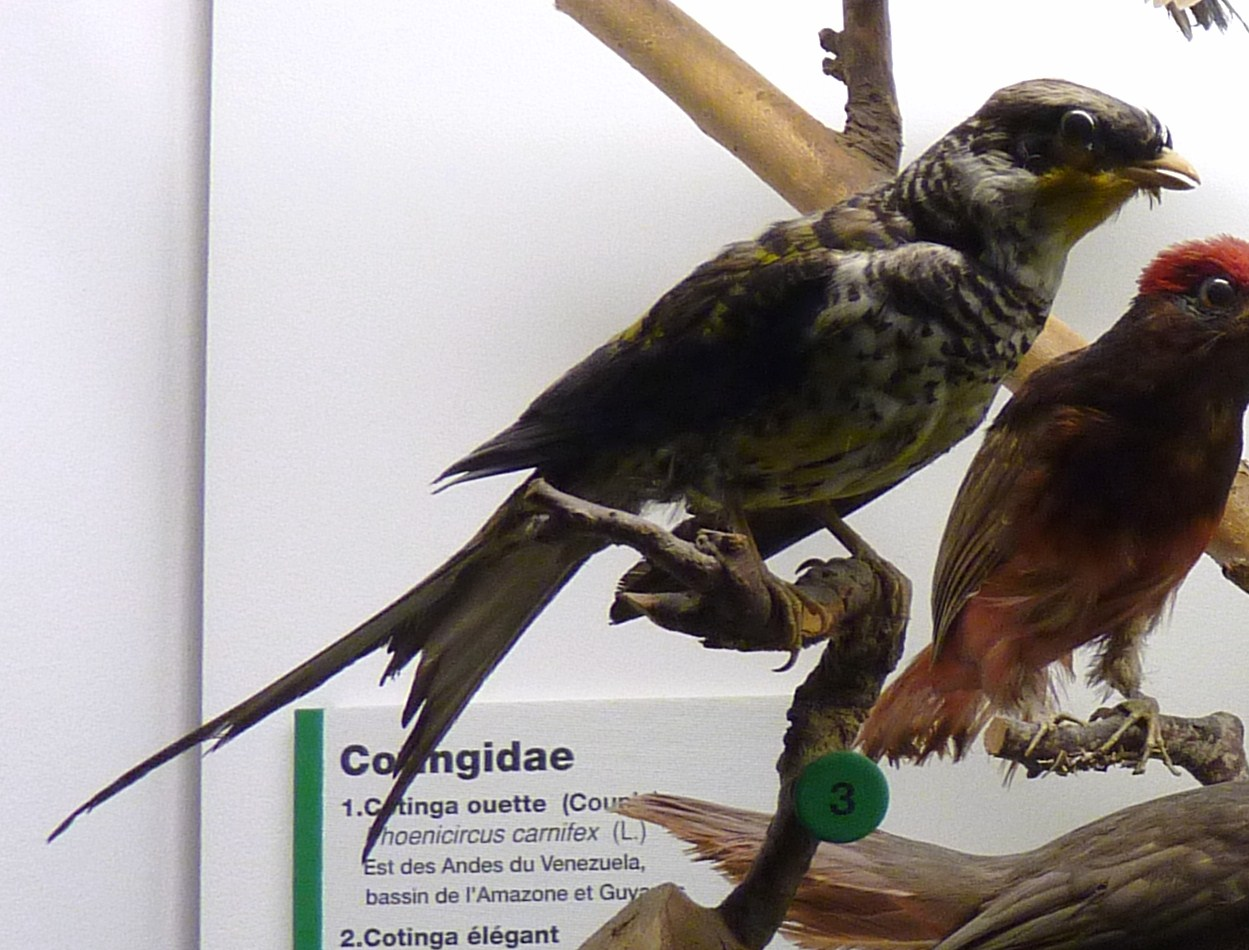
Phibalura flavirostris.

Phibalura flavirostris vive ai margini e nelle radure dei boschi d'altopiano della foresta atlantica e nell'America Meridionale centro-orientale. È diffuso nel Brasile sud-orientale, nel Paraguay orientale e nella provincia di Misiones nel nord-est dell'Argentina.
Phibalura boliviana è presente nella Bolivia centrale, con un avvistamento nel nord-ovest dell'Argentina, nella provincia di Jujuy. Vive nelle savane d'altitudine e ai margini delle foreste e dei boschi di montagna e altopiano.

## Biologia
Entrambe le specie si nutrono di frutta e insetti. Nidificano sugli alberi, edificando il nido con il muschio. La covata è costituita da 1 o 2 uova ed entrambi i genitori si prendono cura dei pulcini.

## Tassonomia
Il genere Phibalura viene da sempre considerato come membro della famiglia dei Cotingidi, nonostante alcuni autori sostengono che debba essere incluso nella famiglia dei Titiridi. A partire dal 2007 è stato classificato come incertae sedis, ma ulteriori studi ne hanno confermato l'appartenenza ai Cotingidi. Sono state descritte due specie appartenenti a questo genere:
- Phibalura flavirostris Vieillot, 1816 - cotinga coda di rondine;
- Phibalura boliviana Chapman, 1930 - cotinga palkachupa.